# Цецюлув (Опольське воєводство)
Цецюлув (пол. Cieciułów) — село в Польщі, у гміні Рудники Олеського повіту Опольського воєводства.
Населення — 626 осіб (2011).
У 1975-1998 роках село належало до Ченстоховського воєводства.

## Демографія
Демографічна структура станом на 31 березня 2011 року:
|          | Загалом | Допрацездатний вік | Працездатний вік | Постпрацездатний вік |
| -------- | ------- | ------------------ | ---------------- | -------------------- |
| Чоловіки | 312     | 67                 | 212              | 33                   |
| Жінки    | 314     | 58                 | 169              | 87                   |
| Разом    | 626     | 125                | 381              | 120                  |